# Claude Delarue
Claude Delarue (* 10. August 1944 in Genf; † 20. Oktober 2011 in Créteil, Frankreich) war ein Schweizer Romancier, Dramatiker und Essayist, der auch die französische Staatsbürgerschaft besass.

## Leben
Claude Delarue ist Autor von etwa dreissig Romanen, Erzählungen, Essays und Theaterstücken. Er starb an den Folgen einer Herztransplantation im Alter von 67 Jahren.
Nach seiner Ausbildung zum Musikwissenschaftler an der Universität für Musik und darstellende Kunst Wien lebte er in Hamburg, Berlin und London. Er war Berater, Musikillustrator und Kulturjournalist bei der Télévision Suisse Romande in Genf, anschliessend arbeitete er ein Jahr lang im Nahen Osten für das Internationale Komitee vom Roten Kreuz im Gazastreifen.
Nachdem er sich 1972 in Paris niedergelassen hatte, war er Literaturkritiker bei der Nouvelle Revue Française, bei der Quinzaine littéraire und bei L’Express. 1986 wurde er zunächst literarischer Leiter des Groupe Flammarion, später hintereinander Verlagsberater und Lektoratsmitglied der Éditions Denoël, der Éditions Julliard sowie der Éditions Albin Michel.
Claude Delarue war verheiratet mit der Schriftstellerin Pascale Roze.
Sein Nachlass befindet sich im Schweizerischen Literaturarchiv in Bern.

## Werke

### Theater
- Le Silence des neiges: drame en 7 jours, Éditions Théâtrales, Collection Edilig, 1989
- Les Troyennes, freie Adaptation nach Euripides, 1989
- Les Silences du quatuor Conrad, 1989

### Romane, Erzählungen und Essays
- Les Collines d'argile, Éditions Denoël, Paris 1972
- Le Rempart, N.R.F, Paris 1973
- La Lagune, Éditions Denoël, Paris 1974
- L'Opéra de brousse, Éditions Denoël, 1976
- Vivre la musique, Tchou, 1978
- Le Fils éternel, Balland, 1978
- Le Grand Homme, Balland, 1979 – Kurzgeschichtenpreis der Académie Française; Neuauflage Éditions du Seuil, 1989
- La Chute de l'ange, Balland, 1981
- L'Herméneute ou le Livre de cristal, Éditions de l'Aire, Lausanne 1982; Neuauflage L'Âge d'Homme, Lausanne 1993. (Prix Bibliomedia Suisse 1983). Kinofilm unter dem Titel Le Livre de cristal von Patricia Plattner (1996)
- Le Dragon dans la glace, Éditions Balland, Paris 1983
- Grande Peur dans la montagne, Revères, 1984
- Edgar Allan Poe, scènes de la vie d'un écrivain, Éditions Balland, Paris 1984, Neuauflage Éditions du Seuil, 1985.
- La Mosaïque, Éditions du Seuil, 1986. Neuauflage Éditions Zoé, Genf, 2010. Deutsche Übersetzung von Irma Wehrli-Rudin: Das Sonnenmosaik, Benziger Verlag/Ex Libris, Zürich 1989.
- Cela n'a pas de fin, M.D., 1986
- En attendant la guerre, Éditions du Seuil, Paris 1989; Neuauflage Éditions du Seuil, Paris 1995. Deutsche Übersetzung von Thomas Dobberkau: Warten auf den Krieg, Beck & Glückler, Freiburg i. B. 1992
- Le Triomphe des éléphants, Éditions du Seuil, Paris 1992
- Bienvenue à Tahiti, Éditions Julliard, Paris 1995
- La Faiblesse de Dieu, Éditions du Seuil, 1995; Neuauflage Club France Loisirs Suisse, 1996
- Les Cinq Musiciennes, Éditions Zoé, 1996
- L'Enfant idiot : honte et révolte chez Charles Baudelaire, Belfond, Paris 1997
- La Chute de l'ange, Nachwort von Pascale Roze, Èditions Zoé, Paris 1998
- Maurice Frey: mémoire effacée, Vie art cité, 1998
- Nâga, Éditions du Seuil, Paris 2000
- Les Chambres du désert, Éditions Fayard, Paris 2002
- La Comtesse dalmate et le principe de déplaisir, Éditions Fayard, Paris 2005
- Le Bel Obèse, Éditions Fayard, Paris 2008

## Literarische Auszeichnungen
- Schillerpreis für L'Opéra de brousse, 1977
- Prix de l'Académie française für Le Grand Homme, 1979
- Prix Bibliothèque Pour Tous für L'Herméneute, 1983
- Prix Rambert für L'Herméneute und La Chute de l'ange, 1983
- Prix Michel-Dentan für La Mosaïque, 1987
- European Novel of the Year Award für die englische Übersetzung von En attendant la guerre als Waiting for war, übersetzt von Vivienne Menkes-Ivry, 1990
- Prix Lipp Suisse für Le Triomphe des éléphants, 1992
- Grosser Preis der Société des gens de lettres für die Erzählungen Bienvenue à Tahiti, 1995
- Prix des Auditeurs des Radio Suisse Romande pour La Faiblesse de Dieu, 1996
- Schillerpreis für sein Gesamtwerk sowie für Les Chambres du désert, 2002